# Adrenoleukodystrofi
Adrenoleukodystrofi (ALD), även kallad Addison–Schilders sjukdom eller Siemerling–Creutzfeldts sjukdom, är en ärftlig sjukdom som är X-bunden och recessivt nedärvd. Den orsakas av en mutation i genen ABCD1 på X-kromosomen vilken medför en oförmåga att bryta ner långa fettsyror och skapar inflammationer i bland annat hjärnan och binjurarna. Sjukdomen är dödlig. Den drabbade får en oförmåga att röra sig och dör inom några års tid efter att ha drabbats av sjukdomen. Hälften av de kvinnor som är heterozygota för anlaget får vissa symtom senare i livet. En lindrigare form av sjukdomen heter adrenomyeloneuropati (AMN).

## Symtom
Pojkarna insjuknar i 4-8-årsåldern. De får koncentrations- och minnessvårigheter, problem med syn och hörsel och kan få aggressionsutbrott. Efter ett par år tillkommer förlamningar, talsvårigheter och kramper.

## Behandling

### Kost
För att sänka nivåerna av de långa fettsyrekedjorna i kroppen som vid den här sjukdomen är skadliga, har intag av en särskild olja använts. En blandning av två triglycerider med proportionerna 4:1 av glyceryltrioleat och glyceryltrierukat, i kombination med en diet med låg mängd VLCSFA (very long chain saturated fatty acids, mycket långa mättade fettsyror), har visat sig ha en begränsad positiv effekt, speciellt för dem som får det innan några sjukdomssymptom uppträder. Blandningen har fått namnet Lorenzos olja efter den ALD-drabbade pojken Lorenzo Michael Murphy Odone (29 maj 1978–30 maj 2008). Augusto Odone (1933-2013), pojkens far, var pådrivande till att den forskades fram och var även part i forskningen. Upptäckten skedde 1986 och filmatiserades i dramafilmen Lorenzos olja (1992).
Vid behandling med Lorenzos olja normaliseras visserligen nivåerna i blodet av de långa fettsyrekedjorna (VLCSFA) inom några veckor hos de flesta, men detta påverkar ändå inte sjukdomsförloppet hos ett barn med tydliga neurologiska symtom. Däremot anses Lorenzos olja kunna förskjuta sjukdomsstarten hos pojkar som har mutationen men ännu inte fått symtom. Oljan rekommenderas därför till dem.

### Transplantation
Den enda behandling som kan bota sjukdomen är hematopoetisk stamcellstransplantation (benmärgstransplantation). Det är främst pojkar med sjukdomen men som ännu inte har symtom som kan bli botade av en stamcellstransplantation.